# Domagoj Vida
Domagoj Vida (født 29. april 1989 i Osijek, Jugoslavien) er en kroatisk fodboldspiller (midterforsvarer/højre back). Han spiller for AEK Athen i Grækenland.
Vida har tidligere spillet for NK Osijek og Dinamo Zagreb i hjemlandet, samt tyske Bayer Leverkusen og ukrainske Dynamo Kiev. Han blev hentet til Dynamo Kiev i januar 2013 for en pris på omkring seks millioner euro.

## Landshold
Vida står (pr. december 2022) noteret for 100 kampe og fire scoringer for Kroatiens landshold, som han debuterede for 23. maj 2010 i en venskabskamp på udebane mod Wales. Han repræsenterede sit land ved både EM i 2012, VM i 2014, EM 2016 og VM 2018.